# Comuna Didivți, Prîlukî
Didivți (în ucraineană Дідівці) este o comună în raionul Prîlukî, regiunea Cernihiv, Ucraina, formată din satele Didivți (reședința), Iehorivka și Manjosivka.

## Demografie
Componența lingvistică a comunei Didivți
     Ucraineană (98,06%)
     Rusă (1,73%)
     Alte limbi (0,08%)
Conform recensământului din 2001, majoritatea populației comunei Didivți era vorbitoare de ucraineană (98,06%), existând în minoritate și vorbitori de rusă (1,73%).